# Comissão Governativa Provisória da Lituânia
A Comissão do Governo Provisório do Grão-Ducado da Lituânia; também, a Comissão Governativa Provisória da Lituânia (em lituano: Lietuvos laikinosios vyriausybės komisija; também Lietuvos Didžiosios Kunigaikštystės vyriausybės komisija; em polonês: Komisja Rządu Tymczasowego Wielkiego Księstwa Litewskiego; também Komisja Rządząca Tymczasowa Litewska; em francês: Gouvernement provisoire de Lituanie; também Gouvernement général de la Lituanie) foi um órgão administrativo provisório da Lituânia, que foi ultrapassado pelo Grande Exército de Napoleão durante a invasão francesa da Rússia em 1812. Em 14 de julho de 1812, a Comissão se juntou formalmente à Confederação Geral do Reino da Polônia, criando o Reino Unido da Polônia.

## História

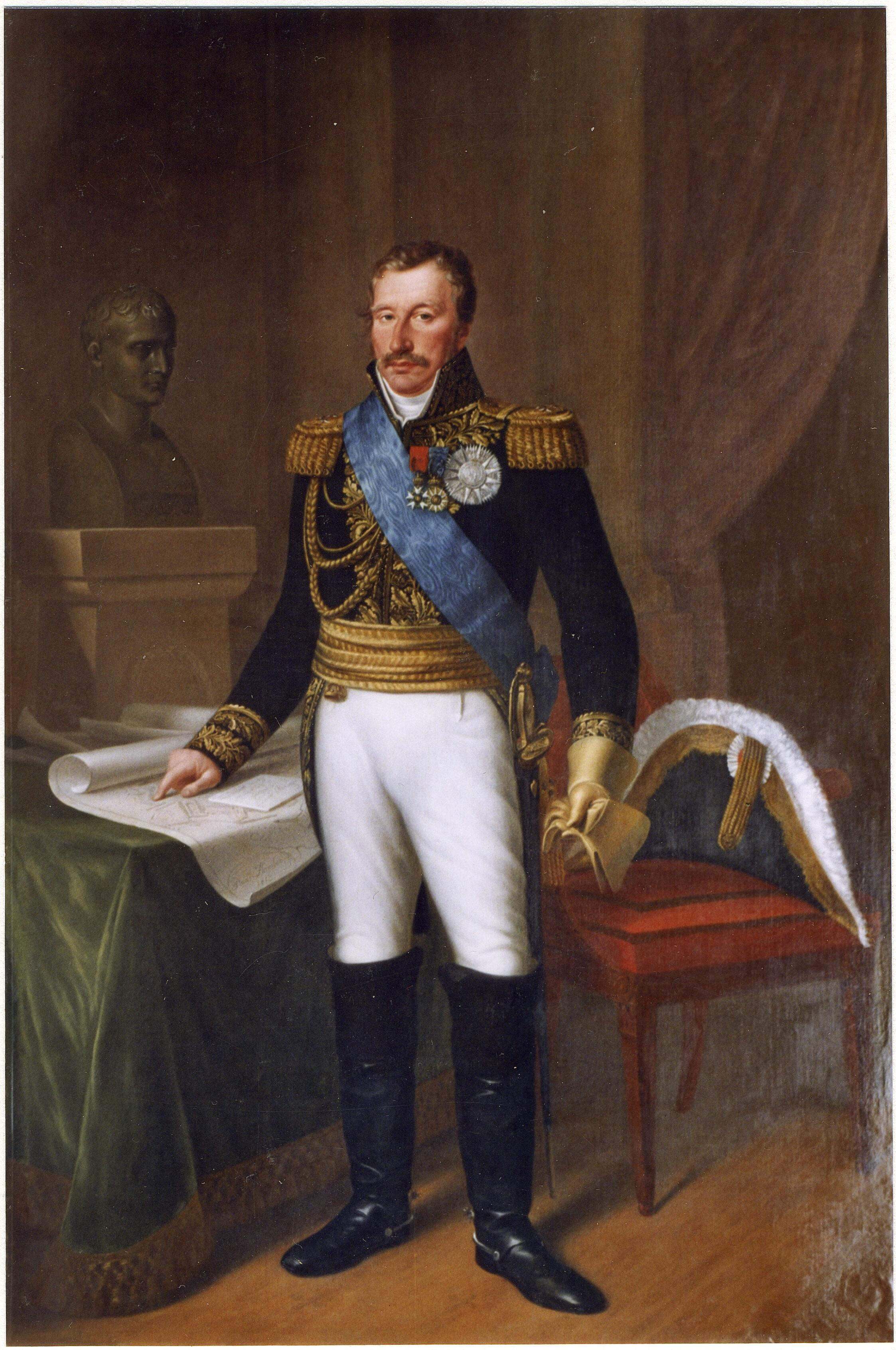
Dirk van Hogendorp

A comissão foi criada em 1 de julho de 1812 por ordem do imperador francês Napoleão Bonaparte. Suas principais tarefas incluíam a criação das forças armadas lituanas e o abastecimento das tropas de Napoleão. Os governotes (mais tarde alterados para "departamentos") de Vilnius, Grodno, Minsk e Białystok foram anexados à jurisdição do governo da Lituânia.
Os órgãos centrais, regionais e locais da administração civil das quatro províncias estavam subordinados a ele. Os departamentos eram divididos em divisões chefiadas por subprefeitos. Em cada um deles, e mais tarde nos departamentos de Vitebsk e Mogilev (não subordinados ao governo, subordinados ao governador militar Charpentier), uma comissão administrativa de 3 membros, nomeados ou aprovados por Napoleão, foi organizada sob a presidência do intendente francês. A estrutura do autogoverno municipal (cidade) foi organizada de acordo com o exemplo de Vilnius. Ao mesmo tempo, foi criado um sistema de gestão militar-administrativa da região. Os órgãos da administração napoleónica estavam principalmente envolvidos na organização de formações armadas, no fornecimento de tropas e na recolha de fundos.
O Governo Provisório da Lituânia, inicialmente, não tinha ligações à Polônia.
A supervisão da comissão foi confiada ao antigo residente francês no Ducado de Varsóvia, o comissário Louis Pierre Édouard Bignon. O poder real, no entanto, foi exercido pelo general holandês Dirk van Hogendorp, antigo governador de Java, que foi nomeado governador de Vilnius.
Napoleão, contrariamente às esperanças depositadas nele pela Confederação Geral do Reino da Polônia, não restaurou a condição de Estado polonês nas antigas terras polaco-lituanas. Ele apenas estabeleceu, nos territórios conquistados, uma administração provisória, evitando assim disposições finais pendentes de sua posterior conquista da Rússia.
Józef Wybicki, enviado em 11 de julho de 1812 a Vilnius com uma delegação do Conselho da Confederação Geral, tentou sem sucesso fazer com que o Imperador declarasse a restauração do Reino da Polônia, incluindo os territórios que haviam sido anexados nas Partições da Comunidade Polaco-Lituana. Napoleão também se recusou a anexar as unidades militares compostas por lituanos às polonesas.
Somente em 14 de julho de 1812 a Comissão se juntou formalmente à Confederação Geral do Reino da Polônia, criando o Reino Unido da Polônia.
Depois que as tropas russas invadiram o território lituano no final de 1812, a Comissão agiu fora da Lituânia.

## Membros
Presidentes

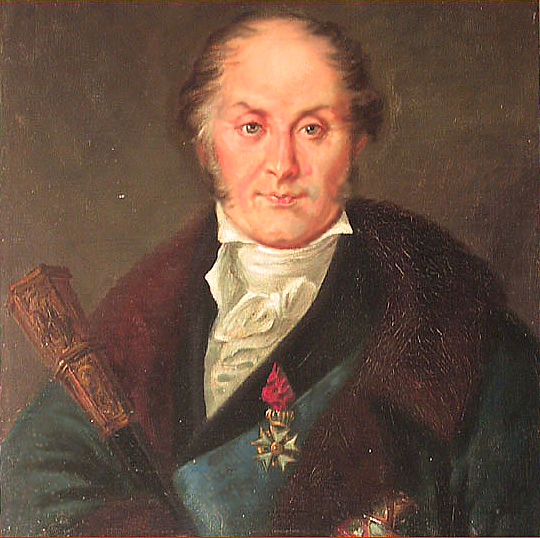
Stanisław Sołtan

- Józef Sierakowski (até 18 de julho de 1812)
- Stanisław Sołtan (até 24 de agosto de 1812)
- Dirk van Hogendorp (até setembro de 1812)
- Stanisław Sołtan (até setembro de 1813)

Secretário-Geral
- Józef Ignacy Kossakowski

Outros
- Louis Pierre Édouard, Barão Bignon
- Aleksander Stanisław Potocki
- Aleksander Antoni Sapieha
- Jan Śniadecki